# イーグル (戦列艦・3代)
|          | |
| 艦歴     | |
| 発注:    | 1771年1月14日 |
| 建造:    | ジョン&ウィリアム・ウェルズ造船所 （ロザーハイス）                                                                          |
| 起工:    | |
| 進水:    | 1774年7月30日 |
| その後:  | 1812年解体 |
| 性能諸元 | |
| クラス:  | イントレピッド級戦列艦 |
| 全長:    | 砲列甲板：159ft 6in（48.6m） 竜骨：131ft 0in（39.9m）                                                                       |
| 全幅:    | 44ft 4in（13.5m） |
| 喫水:    | 19ft（5.8m） |
| 機関:    | 帆走（3本マストシップ） |
| 兵装:    | 64門: 上砲列：18ポンド（8kg）砲26門 下砲列：24ポンド（11kg）砲26門 後甲板：4ポンド（2kg）砲10門 艦首楼：9ポンド（4kg）砲2門 |

イーグル（HMS Eagle）はイギリス海軍のイントレピッド級64門3等戦列艦。1774年7月30日にロザーハイスで進水した。